# Форд, Кейт
Кейт Эли́забет Форд (англ. Kate Elizabeth Ford; 29 декабря 1976, Солфорд, Большой Манчестер, Англия, Великобритания) — английская актриса.

## Биография
Кейт Элизабет Форд родилась 29 декабря 1976 года в Солфорде (Большой Манчестер, Англия, Великобритания).
Кейт снимается в кино с 2001 года. За это время Форд снялась в 9-ти фильмах и телесериалах, стала лауреатом 4-х премий и номинанткой на 10.
С 13 октября 2007 года Кейт замужем за телевизионным продюсером Джоном Коннерти, с которым она не живёт вместе с сентября 2013 года. У супругов есть сын — Отис Джеймс Роджер Коннерти (род. в июне 2008).

## Интересные факты
- Дружит с актрисой Тиной О’Брайен.
- Дружит с актрисой Джулией Хэйуорт и та присутствовала на её свадьбе.